# Андерсторп (траса)
Траса Андерсторп (Скандинавська траса) (англ. Scandinavian Raceway) — траса в місті Андерсторп, Швеція, побудована на основі виведеного з експлуатації аеродрому. На трасі з 1973 по 1978 роки проводилися гонки в класі Формула-1 Гран-прі Швеції. Нині використовується в перегонах шведських чемпіонатів (STCC) та Чемпіонату Світу серед Легкових Автомобілів (WTCC), хоча інфраструктура автодрому сильно застаріла.
У 1978 році шведський пілот Ронні Петерсон загинув у результаті аварії на Гран-прі Італії, після чого шведський парламент заборонив проведення автоперегонів на території Швеції.

## Переможці Гран-прі
| Рік  | Пілот        | Конструктор        | Результат |
| ---- | ------------ | ------------------ | --------- |
| 1978 | Нікі Лауда   | Brabham-Alfa Romeo | Результат |
| 1977 | Жак Лаффіт   | Ligier-Matra       | Результат |
| 1976 | Джоді Шектер | Tyrrell-Ford       | Результат |
| 1975 | Нікі Лауда   | Ferrari            | Результат |
| 1974 | Джоді Шектер | Tyrrell-Ford       | Результат |
| 1973 | Денні Г'юм   | McLaren-Ford       | Результат |